# Municipio de North Campbell No. 1
El municipio de North Campbell No. 1 (en inglés: North Campbell No. 1 Township) es un municipio ubicado en el condado de Greene en el estado estadounidense de Misuri. En el año 2010 tenía una población de 1760 habitantes y una densidad poblacional de 65,6 personas por km².

## Geografía
El municipio de North Campbell No. 1 se encuentra ubicado en las coordenadas 37°14′28″N 93°11′34″O / 37.24111, -93.19278. Según la Oficina del Censo de los Estados Unidos, el municipio tiene una superficie total de 26.83 km², de la cual 26,83 km² corresponden a tierra firme y (0 %) 0 km² es agua.

## Demografía
Según el censo de 2010, había 1760 personas residiendo en el municipio de North Campbell No. 1. La densidad de población era de 65,6 hab./km². De los 1760 habitantes, el municipio de North Campbell No. 1 estaba compuesto por el 94,77 % blancos, el 0,68 % eran afroamericanos, el 0,17 % eran amerindios, el 2,67 % eran asiáticos, el 0,23 % eran de otras razas y el 1,48 % eran de una mezcla de razas. Del total de la población el 1,59 % eran hispanos o latinos de cualquier raza.